# 徽襄王
通（？—前594年），是古朝鲜之箕子朝鲜的君主前君主立之子，子姓。諡號徽襄王（韓語：휘양왕），後王位由兒子參繼承。